# Into Battle
Into Battle è il primo album in studio del gruppo epic metal statunitense Brocas Helm, pubblicato nel 1984.

| Recensione   | Giudizio |
| ------------ | -------- |
| Metal Forces | [ 2 ]    |

## Il disco
Il disco è uscito in vinile (con una grafica non autorizzata dalla band) edito negli USA da First Strike Records, che ha concesso la licenza della pubblicazione per l'Europa a Steamhammer.
La prima versione in CD è uscita nel 1988 attraverso la stessa etichetta europea e nel 2005 è stato ristampato dalla Eat Metal Records con l'aggiunta di cinque tracce bonus più un video live della canzone Ravenwreck e con una copertina diversa.
Nel 2008 la Shadow Kingdom Records ha pubblicato una nuova edizione dell'LP in picture disc con tiratura limitata a 500 copie.

## Le sonorità
Rispetto alle altre band epic metal contemporanee (Omen, Manowar, Manilla Road, Cirith Ungol) le musica proposta dai Brocas Helm si distingue per la bizzarria delle soluzioni stilistiche che a volte diventano perfino caotiche; nonostante ciò le canzoni rimangono comunque orecchiabili grazie anche a dei riff di matrice classica e ai ritornelli gradevoli.

## Tracce
Musiche di Brocas Helm.
1. Metallic Fury – 3:21 (testo: Jim Schumacher)
2. Into Battle – 3:52 (testo: Bobbie Wright)
3. Here to Rock – 3:02 (testo: Bobbie Wright)
4. Beneath a Haunted Moon – 3:45 (testo: Jim Schumacher)
5. Warriors of the Dark – 2:50 (testo: Jim Schumacher)
6. Preludious – 1:51 – strumentale
7. Ravenwreck – 3:24 (testo: Bobbie Wright)
8. Dark Rider – 5:23 (testo: Jim Schumacher)
9. Night Siege – 4:11 (testo: Jim Schumacher)
10. Into the Ithilstone – 4:34 (testo: Jim Schumacher)

Tracce bonus Eat Metal
"Into Battle" demo 1983
1. Into Battle – 4:00
2. Into the Ithilstone – 4:32
3. Here to Rock – 3:14
4. Ravenwreck – 3:37
5. Beneath a Haunted Moon – 4:03

Le tracce bonus sul libretto e sul retro della copertina del CD sono elencate in modo errato.

## Formazione
- Bobbie Wright - voce, chitarra
- Jim Schumacher - basso
- Jack Hays - batteria